# Fantasy-Jahr 2017
Übersicht

◄◄ | ◄ | 2013 | 2014 | 2015 | 2016 | Fantasy-Jahr 2017 | 2018 | 2019 | 2020 | 2021 | ►

Weitere Ereignisse

## Ereignisse
- 31. Fantasy Filmfest 6. September – 1. Oktober 2017 für jeweils eine Woche in den Städten Berlin, Nürnberg, Frankfurt, Hamburg, Köln, Stuttgart und München